# Kazimír
Kazimír este o comună slovacă, aflată în districtul Trebišov din regiunea Košice. Localitatea se află la altitudinea de 154 m deasupra n.m., se întinde pe o suprafață de 9,93 km2 și în 2017 număra 871 de locuitori.

## Istoric
Localitatea Kazimír este atestată documentar din 1264.

## Demografie
| An:                | 1994 | 2004   | 2014  | 2024   |
| ------------------ | ---- | ------ | ----- | ------ |
| Număr de persoane: | 914  | 880    | 858   | 813    |
| Diferență:         |      | −3,71% | −2,5% | −5,24% |

| An:                | 2023 | 2024   |
| ------------------ | ---- | ------ |
| Număr de persoane: | 827  | 813    |
| Diferență:         |      | −1,69% |